# Alan Rick
Alan Rick Miranda (Rio Branco, 23 de outubro de 1976) é um político acreano, jornalista, administrador de empresas e autor de dois livros. Nas eleições 2022 foi eleito Senador da República pelo Acre, com 154.312 votos (37,46% dos votos válidos).
Concorreu pela primeira vez para deputado federal em 2014, eleito com 17.903 votos. Em 2018, foi reeleito para mais quatro anos de mandato de Deputado Federal, recebendo 22.263 votos. É filiado ao União Brasil.

## Biografia
Alan Rick Miranda, acreano de Rio Branco, nascido em 23 de outubro de 1976. Senador da República, Deputado Federal por dois mandatos, jornalista, administrador de empresas com Habilitação em Comércio Exterior. Pós-graduado em jornalismo político. Poeta e cronista com dois livros publicados. Antes de ser parlamentar, foi âncora da TV Gazeta, de Rio Branco, por 18 anos. 
Eleito Senador com 154.312 votos (37,46% dos votos válidos), Alan Rick é defensor da vida e da família. No Senado, continua empenhado nessa pauta e nas demais pelas quais lutou na Câmara dos Deputados durante seus dois mandatos de Deputado Federal. São elas: liberdade econômica; livre iniciativa; saúde de qualidade; reestruturação do Estado Brasileiro; Reforma Tributária justa; reformas estruturantes no país; combate ao autoritarismo e abuso de autoridade; e reequilíbrio das competências dos Três Poderes.
Alan Rick foi eleito pela primeira vez para a Câmara Federal, em 2014, e reeleito em 2018.

### Vida Política
Foi eleito Deputado Federal pela primeira vez em 2014 e reeleito em 2018.
Em 2022, foi eleito Senador da República com 154.312 votos (37,46% dos votos válidos). 
Foi eleito Presidente da Comissão de Agricultura e Reforma Agrária do Senado para biênio 2023 – 2024.

### TV Gazeta
Foi apresentador da TV Gazeta por 20 anos. 

### Família
Alan Rick é filho de Maria Gorete Costa de Moraes e Antônio Milton Miranda; irmão de Evelyn Miranda e Mirla Miranda; casado com Michele Miranda e pai de Pedro Miranda, nascido em 10 de março de 2021.

## Desempenho eleitoral
| Ano  | Eleição           | Partido | Cargo            | Votos   | %          | Posição | Ref    |
| ---- | ----------------- | ------- | ---------------- | ------- | ---------- | ------- | ------ |
| 2014 | Estaduais no Acre | PRB     | Deputado Federal | 17.903  | 4,86       | Eleito  | [ 10 ] |
| 2018 | Estaduais no Acre | DEM     | Deputado Federal | 22.263  | 5,59       | Eleito  | [ 11 ] |
| 2022 | Estaduais no Acre | UNIÃO   | Senador          | 154.312 | 37,46 (1°) | Eleito  | [ 12 ] |